# Prožurska Luka
Prožurska Luka  (tal. Porto Chiave,  kolokvijalno: Prožurski Porat) je naselje na otoku Mljetu. Nalazi se na sjevernoj strani otoka. Prožura se nalazi u kopnu, a Prožurska Luka je izgrađena kao ribarska luka na obali Mljetskog kanala.

## Povijest
Prožura je nastala dolaskom slavnskog stanovništva na Mljet u isto vrijeme kad i Vrhmljeće i Babino Polje, a za potrebe ribolova, čuvanja ribarskog alata i popravka svojih galija i čamaca, stanovništvo se Prožure spustilo na more i, gradeći male magazine, stvorili su temelje budućeg naselja,  Prožurske Luke (Porta).
Prožura je od svojeg osnutka pa do danas konstantno naseljena, dok je Prožurska Luka, jednako kao i Okuklje, stalno naseljena tek od 1981. godine.

## Stanovništvo
Prožurska Luka je relativno mlado naselje, koje nije bilo ranije naseljavano zbog položaja na moru gdje je bilo laka meta gusarskim brodovima. Prožursku Luku naseljava lokalno stanovništvo, koje se spustilo na more i koje se bavi ribarstvom i turizmom. Popisom stanovnika iz 2001. godine, Prožurska Luka ima 14 stanovnika.

### Kretanje stanovnika
| broj stanovnika |       |       |       |       |       |       |       |       |       |       |       |       | 6     | 15    | 14    | 40    | 48    |
|                 | 1857. | 1869. | 1880. | 1890. | 1900. | 1910. | 1921. | 1931. | 1948. | 1953. | 1961. | 1971. | 1981. | 1991. | 2001. | 2011. | 2021. |

## Gospodarstvo
Stanovnici Prožure i Prožurske Luke su se ranije bavili poljoprivredom, ribarstvom  (zbog neposredne blizine Prožurske blatine, stanovnici su se ranije bavili i izlovom jegulja)  i izvozom svojh dobara u Dubrovnik.  U drugoj polovici 20. stoljeća postojala je direktna brodska veza s Dubrovnikom, ali je zbog neisplativosti ukinuta. Danas ova dva naselja svoje gospodarstvo temelje na ribarstvu, ugostiteljstvu i turizmu.